# Нори
Нори (яп. 海苔) — японское название различных съедобных видов красных водорослей из рода Порфира (Porphyra), включая, в первую очередь, виды Porphyra tenera Kjellm. и Porphyra yezoensis Ueda, иногда называемых по-ирландски ла́вер (англ. laver).
Термин нори также относится к продуктам, изготовленным из этих водорослей. Конечный продукт изготавливают, измельчая и затем высушивая водоросли на сетке, после чего он напоминает зелёную бумагу. Эти листы используются при изготовлении блюд японской и корейской кухонь. Нори входят в состав роллов, иногда их подают отдельно либо мелко режут и смешивают с приправами.
Япония, Республика Корея и Китай являются основными изготовителями нори. Только в Японии объём производства оценивается более чем в 2 миллиарда долларов в год.
Корейское название — «ким» (김). Корейский ким солёный, в отличие от немного сладковатого японского нори. Из ким также делают роллы.

## История
Изначально термин нори имел более широкое значение и включал в себя различные водоросли, включая хидзики (яп. 鹿尾菜, Sargassum fusiforme). Одно из старейших описаний нори относится к восьмому веку. В кодексе Тайхо (大宝律令), принятом в 701 г. н. э., говорится, что нори облагались налогом. В легендах Уцубо, написанных примерно в 987 г., нори упоминались как привычная еда. Первоначально нори изготавливались как паста, а в листах их начали делать в период Эдо в Асакуса, Эдо (современный Токио), методом, использовавшимся для изготовления бумаги. Слово нори совпадает по звучанию со словом нори (яп. 糊, клей), и есть предположение, что нори и хидзики использовались как клей.
Промышленное разведение водорослей началось в XVII веке, однако урожаи были подвержены воздействию тайфунов и к XX веку начали сокращаться из-за возросших сельскохозяйственных стоков. Возрождение отрасли в 1950-е годы было связано с работами британского альголога Кэтлин Мэри Дрю-Бейкер и японских специалистов.

## Использование
Нори чаще всего используют для приготовления суши и онигири. Эти водоросли могут быть гарниром или вкусовой добавкой для лапши.

## Состав
Водоросли содержат йод, железо, кальций, фосфор, витамины A, D.
Согласно данным ряда исследований, в нори содержится витамин B12, в том числе его биодоступная форма, что позволяет некоторым исследователям рекомендовать использовать нори в качестве пищевого источника витамина для веганов. Согласно другим данным, употребление веганами нори в качестве источника витамина B12 возможно, но не рекомендовано, поскольку при потреблении необходимого количества морских водорослей можно получить переизбыток йода. Последующие исследования демонстрировали, что содержание йода в нори гораздо ниже и получить переизбыток йода из нори не получится. Другие исследования показывали, что, хотя нори может служить источником B12, возможно, это не биологически активная форма витамина, а аналог цианкобаламина, который может ингибировать работу ферментов, зависящих от витамина B12. Оценки биодоступности витамина B12 из нори различны: согласно одним исследованиям, витамин B12 не доступен для человека, согласно другим — успешно усваивается. Также есть данные, что витамин B12 из лиофилизированных нори биодоступен для крыс, имеющих дефицит этого витамина. Существуют данные о том, что высушенный нори оказывает негативное воздействие на детей-вегетарианцев, снижая уровень B12, при этом сырые водоросли не оказывали такого эффекта.